# Affaire Paul-André Harvey et diocèse de Chicoutimi
L'affaire Paul-André Harvey et diocèse de Chicoutimi est une affaire judiciaire mettant en cause le prêtre canadien Paul-André Harvey et le diocèse de Chicoutimi où le prêtre exerçait son sacerdoce. Paul-André Harvey est condamné en 2015 à six ans de prison pour l'agression sexuelle de 39 enfants et d'une jeune femme entre 1963 et 1987. Les assureurs du diocèse de Chicoutimi doivent verser 13,75 millions de dollars aux victimes inscrites à l'action collective.

## Historique
Paul-André Harvey a été ordonné prêtre en 1962 et a pris sa retraite en 2002.

### Actions judiciaires
Entre 1965 et le début des années 1980, Paul-André Harvey a été interrogé à quatre reprises par les forces de police de Kénogami, de Jonquière et d’Alma ainsi que par la Sûreté du Québec. Selon le prêtre : « Les policiers ne m’ont pas sanctionné mais simplement prévenu de ne pas récidiver. C’est ainsi que durant toutes ces années, j’ai profité (!) de leurs largesses ». 

### Condamnation
En septembre 2015, Paul-André Harvey est condamné à une peine de six ans de prison. Les agressions sexuelles qui lui sont reprochées concernent 39 enfants de 6 à 12 ans, ainsi qu'une jeune femme âgée de 23 ans, entre 1963 et 1987. Le prêtre a reconnu, lors du procès, une quarantaine « d'attentat à la pudeur et de grossière indécence ». À l'issue de ce jugement, un procès canonique doit être engagé.
À la suite de cette condamnation, en octobre 2015, un recours collectif à l'encontre de Paul-André Harvey est déposé à l'initiative de l'Association des jeunes victimes de l'Église. 120 personnes provenant de 9 paroisses du Saguenay-Lac-Saint-Jean s'y inscrivent au fil des ans.
Le 3 mai 2018, Paul-André Harvey, âgé de 81 ans, décède alors qu'il est en prison. Il laisse une déclaration sous serment où il accuse l’Église catholique d’avoir couvert ses agissements de pédophile : « Dès les premières infractions, mon évêque m’a alors convoqué à son bureau à la suite d’une plainte reçue. Je lui ai fait part de mes difficultés et lui ai avoué mon besoin d’aide. Il m’a uniquement conseillé de me comporter avec plus de prudence avec les enfants et à mettre plus de prière dans ma vie. (…) Lorsqu’une plainte lui parvenait, il me changeait de paroisse, pensant ainsi résoudre mon problème affectif. Il n’en était rien. Je récidivais ». En 1965, l’évêque du diocèse de Chicoutimi est Marius Paré, puis Jean-Guy Couture lui succède d’avril 1979 à juin 2004. Le diocèse de Chicoutimi réfute ces accusations et indique qu'il ne connaissait pas des agressions sexuelles du prêtre. En vingt ans, Paul-André Harvey a changé douze fois de paroisse.
Au deuxième jour du procès lié au recours collectif un accord est conclu entre les avocats des deux parties. Les assurances du diocèse de Chicoutimi verseront 13,75 millions de dollars aux 125 victimes inscrites et à celles qui pourraient s’ajouter. Les honoraires des avocats seront prélevés sur ce montant financier. Enfin les victimes doivent recevoir les excuses publiques de la part de l’Église catholique.

## Transferts

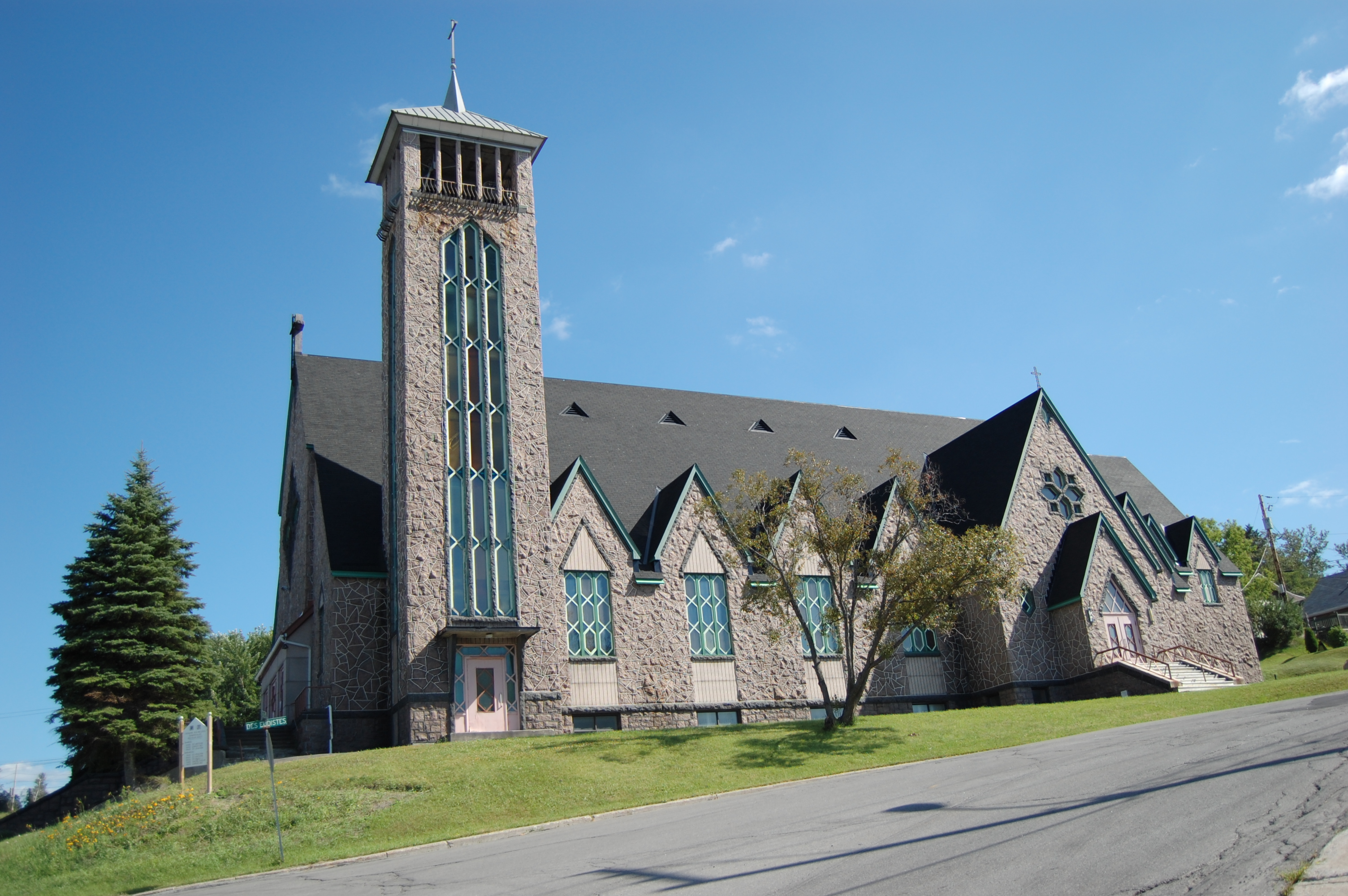
Église Saint-Joachim de Chicoutimi.

Tout au long de sa carrière, Paul-André Harvey a été déplacé de paroisse en paroisse par sa hiérarchie dès que des rumeurs couraient sur ses actes, faisant à chaque transfert de nouvelles victimes. Lors de chaque transfert Paul-André Harvey conservait son titre d'aumônier des jeannettes.
- Août 1962 à septembre 1963 : Saint-Dominique de Jonquière
- Juillet 1965 à février 1969 : Sainte-Cécile de Kénogami
- Mars 1969 à août 1970 : Saint-Philippe d’Arvida
- Août 1970 à août 1975 : Christ-Roi de Chicoutimi
- Août 1975 à août 1976 : Sainte-Famille de Kénogami
- Avril 1977 à juillet 1977 : Saint-Georges de Jonquière
- Août 1977 à août 1978 : Notre-Dame-de-Fatima de Jonquière
- Août 1978 à novembre 1978 : Saint-Pierre d’Alma
- Novembre 1978 : Saint-David de Falardeau
- Juillet 1982 à septembre 1985 : Saint-Joachim de Chicoutimi
- Septembre 1985 : Saint-Gabriel-Lalemant de Ferland-et-Boilleau
- 1985 à 1987 : Saint-Édouard de La Baie

Le prêtre américain Thomas Patrick Doyle, qui étudie la pédophilie au sein du clergé catholique et intervenant comme expert à la demande des avocats des victimes, indique : « Transférer un prêtre presque tous les ans est très inhabituel… quand ce prêtre est normal. C’est toutefois assez fréquent quand le prêtre a des problèmes ». Thomas Doyle a constaté des milliers de cas de déplacement similaires à l'affaire Paul-André Harvey : « On se débarrasse du problème en l’envoyant ailleurs ».